# Atraja
Atraja was een Indiase arts wiens school in Taxila stond.
Zijn leer en opvattingen werden later in het eerste Indiase geneeskundige boek, de Charaka samhita, overgenomen. Dit boek werd samengesteld door de Oud-Indiase arts Charaka. Hij was omstreeks 100 n.Chr. hofarts van koning Kanishka. Een andere beroemde medische school stond in Benares onder leiding van Sushruta. Met de Sushruta-bundel liet hij het tweede leerboek uit de Oud-Indiase geneeskunde achter.